# Canicattì
Canicattì (sicilià Caniattì ) és un municipi italià, situat a la regió de Sicília i a la província d'Agrigent. L'any 2008 tenia 34.706 habitants. Limita amb els municipis de Serradifalco (CL), Montedoro (CL), Caltanissetta (CL), Delia (CL), Castrofilippo, Racalmuto i Naro.

## Administració
| Període | Identitat      | Partit         |
| ------- | -------------- | -------------- |
| 2007-   | Vincenzo Corbo | Centreesquerra |

## Galeria d'imatges

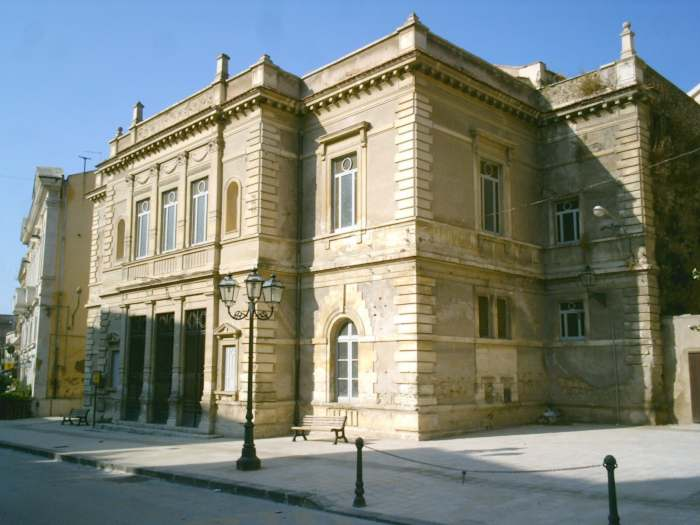
Teatre de Canicattì